# Балто (мультфильм)
«Ба́лто» (англ. Balto) — американский полнометражный анимационный фильм режиссёра Саймона Уэллса, созданный студией Amblimation и выпущенный кинокомпанией Universal Studios в 1995 году. Исполнительными продюсерами мультфильма выступили Стивен Спилберг, Кэтлин Кеннеди и Бонн Рэдфорд. Фильм основан на реальных событиях и повествует об истории Балто, храброй ездовой собаки, которая в 1925 году доставила сыворотку против дифтерии, чтобы спасти детей городка Нома на Аляске.
«Балто» стал третьим и последним мультфильмом студии Amblimation; кроме того, он является первой сольной режиссёрской работой Саймона Уэллса, работавшего до этого в тандеме с Филом Ниббелинком, с которым они вместе сняли предыдущие мультфильмы Amblimation — «Американский хвост 2: Файвел отправляется на Запад» и «Мы вернулись! История динозавра».
Премьера фильма состоялась 22 декабря 1995 года. На фоне «Истории игрушек», премьера которой состоялась за месяц до «Балто», фильм не имел коммерческого успеха, собрав в США в прокате чуть больше 11 миллионов долларов.

## Сюжет
Фильм начинается как игровое кино. Нью-Йорк, 90-е годы XX века. Бабушка и внучка ищут в Центральном парке Манхэттена памятник знаменитому псу Балто. Когда они присаживаются отдохнуть, бабушка рассказывает девочке о героической собаке. Действие переносится на много лет назад, игровое кино сменяется анимационным.
Ном, зима 1925 года. Балто — молодой полупёс-полуволк, бездомный, так как местные жители опасаются его. Он живёт на старом заброшенном корабле в предместьях Нома вместе со своим лучшим другом, русским гусём Борисом. Балто увлечён гонками на собачьих упряжках, во время которых однажды встречается с Дженной — красивой породистой хаски, и влюбляется в неё с первого взгляда. Хозяйка Дженны, девочка Рози, единственная из жителей города, кто доверяет Балто и хорошо к нему относится. Стил, вожак самой знаменитой упряжки, которым все восхищаются, и трое псов из его упряжки — Никки, Калтаг и Стар, встречают пса-полукровку не столь дружественно.
Тем временем в Номе начинается эпидемия дифтерии. В числе заболевших детей оказалась и Рози. Вечером её приводят в больницу. Дженна очень переживает за свою хозяйку. В этот момент приходит Балто, который очень хочет понравиться Дженне. Вдвоём они пробираются в подвал больницы, где Балто показывает Дженне сияние из цветных осколков бутылок. Затем они подслушивают разговор врача с отцом Рози, из которого следует, что девочка, как и другие дети, больна дифтерией, но у врача закончилась противодифтерийная антитоксическая сыворотка. Дженна, вне себя от горя, выбегает из подвала. Балто догоняет её и просит прощения за то, что расстроил её. Появляется Стил, укравший у мясника связку сосисок, и пытается соблазнить Дженну, предлагая ей отужинать с ним. Дженна и Балто хотят убежать, однако Стил подставляет Балто, набросив на него сосиски. Вышедшие на шум мясник и отец Рози думают, что вор — Балто, и прогоняют его, а Стила хвалят за то, что тот был начеку.
В ту же ночь в Номе объявлен карантин. В Анкоридж по телеграфу передаётся сообщение с просьбой выслать сыворотку. По причине погодных условий лекарство нельзя отправить ни кораблём, ни самолётом. Единственный вариант — поезд, однако железная дорога заканчивается в городе Ненана. Остаётся одна надежда на собачью упряжку, которая сможет промчаться шестьсот миль (около 966 км), сражаясь с суровой природой Аляски, и доставить медикаменты детям.
На следующий день в Номе проводятся гонки с целью отбора самых быстрых собак для упряжки. Балто и Борис приходят посмотреть на них. Балто хочет принять участие в гонках и, несмотря на уговоры Бориса, бежит вместе со всеми собаками. В итоге он занимает первое место. Но когда подходит погонщик (каюр), чтобы взглянуть на победителя, Стил наступает Балто на лапу, и тот взвывает от боли, показывая свои волчьи зубы. После этого его дисквалифицируют, признав опасным.
Упряжка во главе со Стилом благополучно прибывает в Ненану, однако на обратном пути попадает в сильную снежную бурю и сбивается с пути. Стил впадает в панику и бежит наугад. В результате упряжка попадает в овраг. Погонщик падает и, ударившись головой, теряет сознание.
В Номе становится известно, что упряжка не пришла на второй контрольный пункт и, скорее всего, заблудилась. Посылать другую упряжку слишком опасно. Обо всём этом разговаривают собаки, собравшиеся в котельной. Балто подслушивает их разговор. Он идёт к больнице, чтобы узнать, как там Рози. Глядя в окно, он понимает, что девочке всё хуже. Из столярной мастерской доносится стук молотка. Балто идёт туда и с ужасом видит, что столяр делает детские гробы. В этот момент он полностью осознаёт, что может случиться с Рози. Он решает сам найти упряжку и помочь доставить лекарство. Борис пытается отговорить друга от столь рискованного шага. Тогда Балто ведёт гуся к больнице. Увидев в окно больную Рози, Борис признаёт правоту Балто и решает пойти вместе с ним. С ними также отправляются воспитанники Бориса — белые медвежата Мак и Лак. Дженна, почуяв возле больницы запах Балто и увидев его следы, догадывается о его намерении.
Балто помечает дорогу, сдирая кору с деревьев. В лесу на друзей нападает гризли-шатун. Балто пытается сражаться с ним, но едва не погибает. Ему на помощь приходит Дженна, которая шла по его следам. Ей удаётся ненадолго отвлечь медведя. В процессе схватки Балто и гризли оказываются на льду реки, и медведь проваливается под лёд и погибает. Льдина, на которой находится Балто, переворачивается, и пёс оказывается в подводной ловушке, но его спасают Мак и Лак. Дженна ранена и не может идти дальше. Балто поручает Борису и медвежатам доставить её домой. На прощание Дженна даёт Балто свой платок, который носит на шее. Борис наставляет друга: «Собака одна не сможет пройти этот путь, но, может быть, волк сможет». Балто продолжает свой путь в одиночку.
Тем временем в Ном из Анкориджа телеграфируют, что больше сыворотки выслать не могут в связи с погодными условиями. Единственной надеждой остаётся заблудившаяся упряжка.
После долгого пути Балто находит упряжку. Однако Стил не хочет ни уступить Балто своё место вожака, ни отдать лекарство, так как это означает для него признать своё поражение. Балто не хочет драться, но тем не менее настроен решительно и не собирается уходить без лекарства. Стил несколько раз нападает на него, но тот не сдаётся. Разъярённый Стил хватает Балто за платок и пытается оттащить к обрыву, чтобы сбросить в пропасть. Но платок развязывается, и в пропасть падает он сам.
Собаки затаскивают в сани погонщика, который приходит в сознание, но очень слаб. Балто возглавляет упряжку и благополучно вытаскивает её из оврага. Но Стил не может допустить, чтобы волкопёс отнял у него пальму первенства. Выбравшись из пропасти и обогнав упряжку, он метит деревья в лесу, как это делал Балто, чтобы сбить его с пути. Это ему удаётся: Балто начинает ходить кругами и, впав в панику, бежит наугад, как ранее это было с самим Стилом. Упряжка едва успевает затормозить на краю обрыва. Веревки, которыми привязан ящик с лекарством, лопаются, и ящик вот-вот упадёт в пропасть. Балто успевает схватить его, но сам падает с обрыва вместе с ним.
Тем временем в Номе Дженна рассказывает другим собакам обо всём, что произошло. Собаки не верят, что Балто сможет осуществить задуманное. В город возвращается Стил, который врёт, что все собаки из упряжки и погонщик мертвы, а Балто попытался забрать лекарство, но упал вместе с ним с обрыва и тоже погиб. В качестве доказательства он возвращает Дженне её платок и говорит, что Балто перед смертью просил его позаботиться о ней. Но Дженна не верит словам Стила и при всех собаках обвиняет его во лжи. Затем с помощью цветных осколков бутылок и фонаря она создаёт на холме за городом сияние, как ранее ей показывал Балто, чтобы упряжка могла по нему найти дорогу домой. Жители города теряют надежду.
Балто, упав с обрыва, попал в сугроб и благодаря этому остался жив; лекарство также не пострадало. Пёс впадает в отчаяние. Но тут перед ним появляется огромный белый волк. Балто вспоминает последние слова Бориса перед расставанием и понимает, что волчья часть его природы — это не слабость, а сила. Он благополучно выкарабкивается из пропасти и вытаскивает лекарство. Упряжка продолжает свой путь. Теперь Балто ориентируется не только на метки, но и на свой нюх. Преодолев несколько препятствий (ледяной мост, снежная лавина, ледяная пещера с падающими сталактитами), упряжка с лекарством, наконец, прибывает в Ном. Услышав вой Балто, собаки понимают, что Стил лгал им, и окончательно убеждаются в его низости. Весь город, ранее ненавидевший Балто, теперь встречает его как героя. В больнице детям вводят сыворотку, и она начинает действовать.
Отец Рози зовёт Балто в больничную палату. Девочка благодарит своего спасителя: «Спасибо тебе, Балто, без тебя я бы пропала». Балто встречается с Дженной, и они безмолвно признаются друг другу в любви. Пёс Стар предлагает поставить Балто памятник в благодарность за его заслуги.
Действие возвращается в 1990-е годы, анимация вновь сменяется игровым кино. Внучка нашла памятник Балто и зовёт бабушку. Вдвоём они читают надпись на пьедестале, затем бабушка говорит о гонках собачьих упряжек «Iditarod», которые проводятся ежегодно в память о событиях 1925 года. Внучка убегает играть со своей собакой. Пожилая женщина смотрит на статую: «Спасибо тебе, Балто, без тебя я бы пропала». Девочка зовёт: «Бабушка Рози, идём!»
Рози и её внучка уходят, а камера снова возвращается к статуе Балто.

## Персонажи
Балто (Balto) — главный персонаж мультфильма, молодой волкопёс (помесь волка и сибирского хаски). Гонимый большинством людей и собак из-за смешанного происхождения, он не может найти своё место в жизни. Когда в Номе начинается эпидемия дифтерии, Балто понимает, что детям, и в первую очередь Рози, грозит гибель, и готов сделать всё, что в его силах, чтобы доставить лекарство.
Роль озвучивает Кевин Бэйкон. Главные аниматоры — Джеффри Джеймс Вараб, Дик Зондаг.
Дженна (Jenna) — молодая хаски, принадлежащая девочке Рози, возлюбленная Балто. Она очень привязана к своей маленькой хозяйке. За Дженной пытается ухаживать Стил, но безуспешно, так как она считает его эгоистичным и тщеславным. Когда Дженна встречается с Балто, то сначала удивлена. Несмотря на то, что у Балто не было времени, чтобы раскрыть свои чувства, позже она осознаёт, что также любит его. Поэтому делает всё, чтобы помочь Балто свершить своё предназначение. Внешность Дженны была основана на актрисе Одри Хепбёрн.
Роль озвучивает Бриджит Фонда. Главный аниматор — Роберт Стивенхаген.
Борис (Boris the Goose) — белый гусь, переселившийся в Ном из России. Борис — лучший друг и в некотором смысле приёмный отец Балто, поскольку он воспитывал его и всегда давал советы, особенно в затруднительных ситуациях. Он также заботится о двух белых медвежатах, Маке и Лаке. Имеет ворчливый характер и постоянно попадает в забавные ситуации. Несмотря на это, Борис мудр и справедлив. Всё, что он хочет от жизни — это чтобы его «дети» были уверены в своём будущем.
Роль озвучивает Боб Хоскинс. Главный аниматор — Кристоф Серранд.
Стил (Steele) — маламут, вожак упряжки, считающийся лучшей ездовой собакой Нома, обладатель золотого ошейника. Злобный, хитрый, самовлюблённый и лживый пёс. После того, как Балто обогнал Стила во время гонок, Стил старается унизить его тем, что тот наполовину волк. Стил хочет завоевать любовь Дженны, но, поняв, что ей ближе Балто, начинает ненавидеть пса-полукровку ещё сильнее и впоследствии пытается покончить с ним. С завышенным самомнением, Стил прежде всего старается получить всё то, что он хочет и совсем не заботится о том, что может случиться с людьми.
Роль озвучивает Джим Каммингс. Главный аниматор — Шахин Эрзос.
Рози (Rosy) — девочка, хозяйка Дженны, заболевшая дифтерией. Она единственная из жителей Нома, кто хорошо относится к Балто. Именно ради неё в первую очередь Балто совершает свой подвиг.
Роль озвучивает Джульетт Брюэр. Главный аниматор — Дэвид Бауэрс.
Также Рози появляется в игровых вставках в начале и в конце фильма как бабушка, которая рассказывает историю Балто внучке.
Мак (Muk) и Лак (Luk) — два белых медвежонка, воспитанники Бориса. Они упорно считают, что не умеют плавать, из-за чего, по их словам, отвергнуты сородичами. Однако впоследствии им приходится побороть свой страх воды, чтобы спасти Балто, провалившегося под лёд. Мак и Лак веселы, застенчивы, дружелюбны и очень любят Бориса, которого называют дядей, и Балто. Они всегда вдвоём. При этом Лак не умеет говорить и поэтому общается с помощью жестов и нечленораздельных звуков, которые Мак переводит.
Роли озвучивает Фил Коллинз. Главный аниматор — Николас Марлет.
Никки (Nikki), Калтаг (Kaltag) и Стар (Star) — псы лучшей упряжки в городе, возглавляемой Стилом. Являются ближайшими помощниками вожака, но при этом втайне недолюбливают его; позднее они признают Балто новым вожаком. Стар является наиболее эксцентричным из троицы, за что нередко получает затрещины от Калтага. Калтаг был назван в честь одноимённого города на Аляске.
Роли озвучивают Джек Эйнджел, Дэнни Манн, Робби Рист, соответственно. Главный аниматор — Уильям Салазар.
Дикси (Dixie) и Сильвия (Sylvie) — померанский шпиц и афганская борзая, соответственно. Подруги Дженны. Восхищаются Стилом, но в конце концов всё же понимают его истинную сущность.
Роли озвучивает Сандра Дикинсон. Главный аниматор — Патрик Мэйт.

### Актёры в игровых сценах
- Мириам Маргулис — бабушка Рози
- Лола Бейтс-Кэмпбелл — внучка

## Производство
Первоначальный сценарий мультфильма был написан Эланой Лессер и Клиффом Руби, которые предложили его компании Amblin Entertainment. Сценарий был передан режиссёрам студии Amblimation Саймону Уэллсу и Филу Ниббелинку. Как вспоминает Уэллс, когда они прочитали сценарий, то загорелись желанием снять мультфильм и убеждали Стивена Спилберга дать согласие на постановку. Спилбергу сценарий также понравился, но его беспокоило, что из-за обилия снега в мультфильме он получится однообразным в плане цветовой гаммы. Тогда художник Ханс Бачер сделал несколько десятков рисунков. Эти рисунки убедили Спилберга в решаемости проблемы, и «Балто» был утверждён в качестве третьего мультфильма Amblimation.
Мультфильм был запущен в производство в 1992 году. Чтобы начать работу над ним, Уэллс и Ниббелинк оставили производство мультфильма «Мы вернулись! История динозавра», передав его братьям Дику и Ральфу Зондагам. Однако вскоре Спилберг отозвал Фила Ниббелинка, чтобы тот закончил «Историю динозавра»; после её завершения Ниббелинк начал разработку анимационной экранизации мюзикла «Кошки», которая так и не была осуществлена в связи с закрытием Amblimation. Таким образом, Саймон Уэллс стал единственным режиссёром «Балто». Сценарий был доработан Дэвидом Стивеном Коэном и Роджером С. Х. Шульманом.
Для реализма персонажей и атмосферы мультфильма было собрано множество ездовых собак, чтобы отснять их движения для последующей зарисовки; также были просмотрены документальные фильмы о жизни и живой природе Аляски и о гонках «Iditarod» и проведены консультации с выдающимися каюрами. Облик Нома 1925 года воссоздали, насколько это было возможно, по имеющимся историческим фотографиям.
Мультфильм снимался на достаточно скромном бюджете, поэтому количество визуальных эффектов было ограничено. В частности, аниматорам приходилось выбирать между прорисовкой следов и прорисовкой теней. Фоновые декорации рисовались масляными красками, которые до этого применялись при создании мультфильма «Бэмби». Снег в фильме был сделан с помощью системы частиц. Кроме того, «Балто» стал первым мультфильмом, в котором была применена программа Toonz. Саймон Уэллс принимал участие в создании раскадровок; также, по его словам, он лично анимировал стаю летящих гусей в одной из сцен фильма.
Определённую трудность для аниматоров представлял медведь гризли. С одной стороны, нарисованный с помощью одноцветной заливки, он получился бы слишком мультяшным; с другой, детализировать шерсть было бы слишком дорого; также это привело бы к чрезмерной реалистичности персонажа и к тому, что детализированная шерсть выглядела бы на экране как мельтешение. Ханс Бачер, ставший художником-постановщиком «Балто», придумал компромиссный вариант: детализировать только те участки шерсти, на которые падают лучи солнца. Этот вариант и был реализован.
Расположение Amblimation в Лондоне дало возможность привлечь к озвучиванию мультфильма английских артистов, таких как Боб Хоскинс и классик рок-музыки Фил Коллинз. По словам Саймона Уэллса, Боб Хоскинс, озвучивший гуся Бориса, с самого начала вжился в роль и внёс большой вклад в развитие персонажа, который в результате стал более эмоциональным и экспансивным, чем это задумывалось первоначально. Фил Коллинз пробовался на различные роли, но идеальным в итоге оказалось озвучивание Мака и Лака. Кевин Бэйкон и Бриджит Фонда, озвучившие Балто и Дженну, записали свои роли в США на более позднем этапе производства. Стила режиссёр, по его словам, представлял наподобие первого парня школы, возгордившегося от чувства собственной значимости, и для его озвучивания первоначально был приглашён Брендан Фрэйзер. Однако Стивен Спилберг хотел, чтобы персонаж был более зловещим, поэтому роль отдали Джиму Каммингсу.
Мультфильм был завершён в июне 1995 года.

## Саундтрек
Музыку к «Балто», как и к предыдущим мультфильмам Amblimation, написал Джеймс Хорнер. В фильме присутствуют только инструментальные композиции. Единственная песня Reach For The Light звучит во время финальных титров; музыку к ней Хорнер написал совместно с Барри Манном, автор текста — Синтия Вайль, исполнитель — Стив Уинвуд. Саундтрек был записан Лондонским симфоническим оркестром под управлением самого Хорнера на студии Эбби-Роуд. Альбом с саундтреком был издан 5 декабря 1995 года. Это одно из последних произведений Джеймса Хорнера, изданных под лейблом MCA Records.
Сайт Filmtracks характеризует саундтрек к «Балто» как один из самых сильных саундтреков Хорнера к мультфильмам. При этом в рецензии указано, что композитор использовал некоторые элементы музыки к фильму «Аполлон-13»; также, по мнению рецензента, песня Reach For The Light является наиболее слабым местом саундтрека. Тем не менее рецензент даёт в целом высокую оценку произведению.
Сайт Allmusic оценивает саундтрек более сдержанно. По мнению рецензента, музыка отвечает потребностям приключенческого сюжета мультфильма, но ей не хватает оригинальности.
Песня Reach For The Light в 1996 году заняла 29 место в недельном чарте хит-парада Hot Adult Contemporary Tracks, причём это было последнее появление Стива Уинвуда в данном хит-параде.

### Список композиций
1. Reach For The Light (Theme From Balto): Стив Уинвуд (4.24)
2. Main Title/Balto’s Story Unfolds (4.40)
3. The Dogsled Race (1.41)
4. Rosy Goes To The Doctor (4.05)
5. Boris & Balto (1.29)
6. The Journey Begins (5.06)
7. Grizzly Bear (5.23)
8. Jenna/Telegraphing The News (2.22)
9. Steele’s Treachery (4.38)
10. The Epidemic’s Toll (3.29)
11. Heritage Of The Wolf (5.54)
12. Balto Brings The Medicine! (4.53)
13. Reach For The Light (Long Version): Стив Уинвуд (5.26)

## Релиз
Официальный релиз фильма состоялся в США 22 декабря 1995 года в 1427 кинотеатрах. При этом «Балто» столкнулся с сильной конкуренцией в лице таких фильмов, как «История игрушек» и «Джуманджи». В результате в первый уик-энд после трёх дней проката он занял пятнадцатое место в чартах, собрав 1 519 755 долларов. По итогам первой недели проката фильм остался на пятнадцатом месте, а сборы составили 3 546 095 долларов. Вторая неделя была чуть более успешной: мультфильм поднялся на тринадцатое место со сборами в 3 808 820 долларов; всего за две недели он собрал 7 354 915 долларов. В конечном итоге кассовые сборы «Балто» составили 11 348 324 долларов.

### Сборы в европейских странах
| Страна         | Название                                     | Дата выхода         | Сборы   | Примечание              |
| -------------- | -------------------------------------------- | ------------------- | ------- | ----------------------- |
| Великобритания | Balto                                        | 29 марта 1996 года  | 66 321  |                         |
| Франция        | Balto chien-loup, héros des neiges           | 10 июля 1996 года   | 147 714 | За три года (1996—1998) |
| Италия         |                                              |                     | 57 511  |                         |
| Германия       | Balto — Ein Hund mit dem Herzen eines Helden | 24 апреля 1997 года | 133 300 |                         |
| Швейцария      |                                              |                     | 6153    |                         |
| Франция        | Balto chien-loup, héros des neiges           | 5 февраля 2003 года | 24 724  | Повторный прокат        |
| Испания        |                                              |                     | 1017    |                         |
| Норвегия       |                                              |                     | 43      |                         |

## Критика
Фильм получил смешанный приём у кинокритиков. По версии сайта Rotten Tomatoes, рейтинг кинокритиков «Балто» составляет 50 %. Роджер Эберт в газете Chicago Sun-Times дал фильму три звезды из четырёх. Он писал, что в «Балто» нет магии последних диснеевских мультфильмов, но тем не менее это хороший детский мультфильм, простой и трогательный, заставляющий переживать за персонажей. Питер Стэк из газеты San Francisco Chronicle также оценил мультфильм в целом положительно. Слабым местом «Балто», по его мнению, является сценарий. Стивен Холден из New York Times отметил в качестве достоинства фильма отсутствие претенциозности и мифологического размаха, «от которых в наши дни страдает так много анимационных фильмов».
Другие критики оценили «Балто» более негативно. Сьюзен Вложина из газеты USA Today раскритиковала любовную линию в фильме, которую, по её мнению, не спасает даже озвучка Кевина Бэйкона и Бриджит Фонды. Резкой критике подверг «Балто» Стив Родес, причём как сюжет, так и анимацию. Мэдлин Уильямс писала, что хоть «Балто» и понравится детям, но ему не хватает тех качеств, которые присущи лучшим анимационным фильмам.

## Номинации
В 1996 году «Балто» номинировался на премию «Энни» в четырёх номинациях:
- Лучший анимационный фильм;
- Продюсирование (Стив Хикнер);
- Работа художника (Ханс Бачер);
- Раскадровка (Родольф Гвеноден).

Однако фильм не получил награду ни в одной из этих номинаций.
В том же году мультфильм номинировался на премию Youth In Film Awards в категории «Лучший семейный фильм: комедия или мюзикл», но также остался без награды (её получила «История игрушек»).

## Выход на видео

### В США
В США «Балто» был выпущен на VHS и LaserDisc 2 апреля 1996 года, а на DVD — 19 февраля 2002 года. Дистрибьютером видеоизданий выступала компания «MCA / Universal Home Video».
4 апреля 2017 года мультфильм вышел на дисках Blu-ray.

## Продолжения
В 2002 году Universal Studios выпустила продолжение мультфильма — «Балто 2: В поисках волка», а в 2004 году — «Балто 3: Крылья перемен». Мультфильмы были созданы анимационным подразделением компании — Universal Cartoon Studios (с 2006 года Universal Animation Studios); для кинопроката они не предназначались и были выпущены сразу на видео. Создатели оригинального мультфильма не были причастны к сиквелам, за исключением сценаристов — Эланы Лессер и Клиффа Руби, принявших участие в создании триквела. К реальным событиям сиквелы не имеют отношения.